# Broken Land
Broken Land ist ein Schweizer Dokumentarfilm von Stéphanie Barbey und Luc Peter  aus dem Jahr 2014 und handelt von sieben US-Amerikanern, die in der Nähe des Grenzzauns zu Mexiko leben.

## Handlung
In der Nähe der amerikanisch-mexikanischen Grenze leben sieben US-Amerikaner im Schatten des Grenzzauns. Sie alle finden Spuren der Einwanderer im Sand der endlos scheinenden Wüste. Broken Land zeigt die Perspektiven dieser Grenzbewohner und wie sie mit der Situation umgehen.
Richard Hodges und Zack Taylor haben ein enormes Sicherheitsbedürfnis. Waffen und Überwachungskameras sind ein Zeichen davon. Hodges führt vor, wie Laserpointer, die er und seine Frau an den Pistolen in ihrem Nachttisch befestigt haben, dafür sorgen, dass sie nicht mal auf einen Eindringling zielen müssten, um ihn zu erschiessen. Auch mutmaßt er, große Fahrzeuge, die auf mexikanischer Seite zum Grenzzaun führen, könnten möglicherweise sogar nukleare Waffen transportieren, Taylor erklärt, dass es eine sichere Grenze nur dann gebe, wenn man nicht einmal versucht werde, sie zu überschreiten.
John Ladd ist ein Rancher, der unter der Situation in der Nähe der Grenze leidet. Er sehnt sich nach der guten alten Zeit zurück, in der sich amerikanische und mexikanische Rancher gegenseitig beim Viehtrieb halfen und man nach Mexiko fahren konnte, um ins Restaurant zu gehen, ein Bier zu trinken und Partys zu feiern, was seit dem Zaun nicht mehr möglich ist.
Auch Robin und John Warren stehen dem Zaun und der damit verbundenen Politik kritisch gegenüber. Sie fühlen sich ihrer Freiheit und Rechte seitens der eigenen Regierung beraubt und sehen sich genauso eingesperrt durch den Zaun, wie die Migranten ausgesperrt werden. Die beiden Ex-Hippies versuchen sich in die Lage der Immigranten zu versetzen und helfen mit Lebensmitteln und Medikamenten, welche sie in der Gegend als Geschenk und Hilfe für die Migranten deponieren. Robin Warren erzählt die Geschichte, wie ein Bekannter und seine Tochter von einer der zahlreichen selbsternannten Bürgerwehren in ihrem eigenen Haus erschossen wurden.
Stony und Roadrunner, zwei ehemalige Vietnam-Veteranen, bilden eine solche Bürgerwehr. Bis an die Zähne bewaffnet nutzen sie ihre militärische Ausbildung, um in Grenznähe Jagd auf illegale Einwanderer zu machen. Auch Glenn Spencer bekämpft die Illegalen, mit seinem Privatflugzeug sucht er Migranten und versucht so, das «grösste Land im Universum» zu verteidigen. Zu guter Letzt wird Bruce Anderson vorgestellt, ein Gerichtsmediziner, dessen Aufgabe es ist, die Identität der Jane und John Does, in der Wüste umgekommene Migranten, zu klären.

## Produktion
Die Idee der Filmemacher war es zu zeigen, was aus einer Demokratie wird, welche Mauern errichtet, und wie sich ein Land vor Migration schützen will, obwohl es auf dieser aufbaut. Der Film handelt von Paranoia, Angst und Abschottung und lässt den Zuschauer auf subtile Art und Weise seine eigene Einstellung zum Thema Einwanderung erforschen.
Der Film erlebte am 14. August 2014 auf der Locarno Semaine de la critique seine Premiere. Kinostart in der deutschsprachigen Schweiz war am 29. Januar 2015.

## Kritik
Das Amnesty-Magazin schrieb zum Film: «Barbey und Peter verkneifen es sich, dem Publikum ein fixes Urteil unterzujubeln, sondern lassen ihre eigenwilligen ProtagonistInnen für sich sprechen. Damit liefern sie eine neue Perspektive auf eine altbekannte Problematik.»